# Lotar I
Lotar (Chlothar) I (ur. w 795, zm. 29 września 855 w Prüm) – najstarszy syn Ludwika I Pobożnego. W latach 840–855 król Franków (od sierpnia 843 tylko w Państwie środkowofrankijskim). W latach 817–855 cesarz rzymski z dynastii Karolingów.

## Życiorys
W 817 podniesiony przez ojca do rangi współcesarza i króla Włoch. 5 kwietnia 823 został koronowany w Rzymie na cesarza przez papieża Paschalisa I. W listopadzie 824 wydał ustawę Constitutio Romana, która zobowiązywała papieża do ślubowania wierności cesarzowi.
W 833 na spotkaniu w Rothfeld pod Colmarem pojmał ojca i zmusił go do publicznej pokuty w kościele św. Medarda w Soissons. W 834 uwolnił Ludwika Pobożnego. W 840, po jego śmierci, został władcą całego państwa Franków. W 841 przegrał bitwę pod Fontenoy toczoną przeciw swoim braciom, Karolowi i Ludwikowi. 14 lutego 842 w Strasburgu młodsi bracia – Ludwik i Karol – ślubowali sobie wzajemną wierność, zawierając przymierze przeciwko Lotarowi.
Wojnę domową między braćmi zakończył podpisany w 843 w Verdun traktat, na mocy którego podzielili między siebie państwo frankońskie.
- Najstarszy z braci, Lotar I, otrzymał wraz z tytułem cesarskim środkową część państwa Franków, Państwo środkowofrankijskie, na które składała się Italia oraz szeroki pas ziem ciągnący się wzdłuż Renu od Alp aż po Morze Północne. Był to obszar niejednolity pod względem geograficznym i etnicznym.
- Dzielnica położona na wschód od posiadłości Lotara, zamieszkana głównie przez ludność pochodzenia germańskiego, przypadła Ludwikowi, zwanemu później Niemieckim.
- Część zachodnią, zasiedloną przez ludność mówiącą przeważnie językami romańskimi, otrzymał najmłodszy z braci, Karol zwany Łysym.

Podział ten położył podwaliny pod powstanie w przyszłości Francji, Niemiec i Włoch.
W 855 roku schorowany Lotar zdecydował o podziale państwa pomiędzy swoich trzech synów:
- Ludwika II – otrzymał tytuł cesarski i tereny należące dzisiaj do Włoch. Patrz: Królowie Włoch.
- Lotara II – otrzymał Austrazję (dzisiejsza Lotaryngia. Patrz: Władcy Lotaryngii, Królowie Dolnej Burgundii
- Karola z Prowansji – otrzymał Burgundię, Lyon, zachodnią Szwajcarię i Prowansję. Patrz: Władcy Prowansji, Królowie Górnej Burgundii.

Po abdykacji wstąpił do klasztoru w Prüm, gdzie zmarł po 6 dniach.